# Santa Bárbara (kommun), Minas Gerais
Santa Bárbara är en kommun i Brasilien.   Den ligger i delstaten Minas Gerais, i den sydöstra delen av landet, 700 km sydost om huvudstaden Brasília. Antalet invånare är 27 850.
Omgivningarna runt Santa Bárbara är huvudsakligen savann. Runt Santa Bárbara är det glesbefolkat, med 18 invånare per kvadratkilometer.